# Šehovci (Sanski Most, BiH)
Šehovci su naseljeno mjesto u općini Sanski Most, Federacija Bosne i Hercegovine, BiH.
Šehovci su smješteni na desnoj obali rijeke Sane. U mjestu Crkvina su pronađeni temelji starorimske talionice. Kroz selo je prolazila uskotračna pruga: Prijedor – Sanski Most – Sanica – Bosanski Petrovac – Drvar. Pruga je uništena 1975. godine.

## Povijest
Naziv Dičevo bio je korišten kao naziv za Sanski Most. Radinski je 1891. godine pronašao ostatke rimskoga naselja i rimske željezne topionice. Na 14 m visokom zaravanku, navrh svijutka, na zemljištu koje se zove Crkvina, vidi se tipske rimske cigle, ratarov plug. Neki smatraju da je to rimsko naselje i metalurški pogon, srednjovjekovna crkva i groblje.

## Stanovništvo

### Popisi 1971. – 1991.
| Šehovci            |              |              |              |
| godina popisa      | 1991.        | 1981.        | 1971.        |
| Muslimani          | 849 (88,43%) | 771 (83,71%) | 816 (97,95%) |
| Srbi               | 35 (3,64%)   | 45 (4,88%)   | 15 (1,80%)   |
| Hrvati             | 2 (0,20%)    | 2 (0,21%)    | 1 (0,12%)    |
| Jugoslaveni        | 12 (1,25%)   | 30 (3,25%)   | 1 (0,12%)    |
| ostali i nepoznato | 62 (6,45%)   | 73 (7,92%)   | 0            |
| ukupno             | 960          | 921          | 833          |

### Popis 2013.
| Šehovci            |              |
| godina popisa      | 2013.        |
| Bošnjaci           | 866 (98,41%) |
| Hrvati             | 7 (0,80%)    |
| Srbi               | 0            |
| ostali i nepoznato | 7 (0,80%)    |
| ukupno             | 880          |